# Fitocosmético
Fitocosméticos são cosméticos cujos princípios ativos são extratos integrais de vegetais, óleos vegetais ou mesmo partes do vegetal. Normalmente tendo como ponto de partida um fitoterápico.
Têm como apelo e objetivo, fornecer produtos que não agridam o organismo. Utilizando matérias-primas da flora brasileira, que apresenta uma infinidade de plantas com as mais diversas finalidades terapêuticas.

## Conceito
O termo fito vem do latim e significa planta. Portanto, fitocosmético é um produto que tem a função de conservar ou melhorar a aparência da pele ou dos cabelos utilizando-se, para isso, de derivados de plantas.